# Бошкович-Стулли, Майя
Ма́йя Бо́шкович-Сту́лли (хорв. Maja Bošković-Stulli; 9 ноября 1922 — 14 августа 2012) — хорватская учёная в области фольклора, доктор наук (с 1961 года), действительный член Хорватской академии наук и искусств (с 18 мая 2000 года и до кончины).

## Биография
Родилась в Осиеке. Начальную и среднюю школы посещала в Загребе. Во время учёбы в гимназии вступила в Союз коммунистической молодёжи Югославии. С 1943 года в рядах югославских партизан. Родители и сестра Магда погибли во время Холокоста.
Окончила философский факультет (отделение славистики) Загребского университета. Защитила докторскую диссертацию в 1961 году. С 1952 года до выхода на пенсию в 1979 году работала в Институте народного творчества (ныне Институт этнологии и фольклора) в Загребе, сначала ассистентом, в дальнейшем научным сотрудником, а в 1963-73 годах — директором Института.
Бошкович-Стулли была членом ряда хорватских и международных научных и профессиональных обществ, завоевала ряд наград и отличий за свою научную деятельность, участвовала в многочисленных национальных и международных научных конференциях и семинарах. Была главным редактором, а затем членом редакции хорватского научного ежегодника «Научное творчество» (Narodna umjetnost), также входила в редакционный совет авторитетного международного фольклорного журнала «Фабула» (Fabula).